# Auguste Champetier de Ribes
Pour les articles homonymes, voir Champetier et Ribes.
 (octobre 2015).
Auguste Champetier de Ribes, né le 30 juillet 1882 à Antony (Seine) et mort le 6 mars 1947 dans le 17e arrondissement de Paris (Seine), est un homme d'État français. Il fut ministre sous la IIIe République et président du Conseil de la République sous la IVe République.

## Biographie
Fils d'un notaire parisien, Jean Jules Marie Auguste Champetier de Ribes fait ses études primaires et secondaires au collège Stanislas, passe son baccalauréat en 1900 et est reçu en 1903 licencié ès lettres, et en droit de l'Université de Paris.
Appelé sous les drapeaux à la mobilisation générale le 2 août 1914, il est d'abord adjudant au 10e bataillon de chasseurs à pied (BCP), avant d'être promu sous-lieutenant à titre temporaire et adjoint au chef de bataillon du 50e BCP. Nommé sous-lieutenant à titre définitif en mai, il est blessé une première fois au combat de Reillon le 17 octobre 1915. Engagé, toujours comme adjoint au chef de bataillon, dans une opération visant à rejeter l'ennemi au-delà du fort de Douaumont et à reprendre le fort de Vaux, il est à nouveau blessé, avec amputation de deux doigts, le 24 octobre 1916 à Vaux et fait chevalier de la Légion d'honneur.
Juriste, il est adepte du catholicisme social et disciple d'Albert de Mun. Il est élu, sous l’étiquette du Parti démocrate populaire, député des Basses-Pyrénées, un mandat qu'il occupe de 1924 à 1934. Il est ensuite sénateur de 1934 à 1940.
Président du Parti démocrate populaire à partir de 1929, il est sous-secrétaire d'État aux Finances du 3 novembre 1928 au 21 février 1930, puis ministre des Pensions du 2 mars au 13 décembre 1930, dans le ministère André Tardieu, ministre des Anciens combattants et pensionnés du 10 avril 1938 au 13 septembre 1939 dans le cabinet Édouard Daladier et sous-secrétaire d'État du 13 septembre 1939 au 10 mai 1940 dans les gouvernements Daladier et Paul Reynaud.
Il est l'un des 80 parlementaires qui, le 10 juillet 1940, votent contre l'octroi des pleins pouvoirs à Philippe Pétain. Il se retire dans son département, où il dirige le groupe départemental de Combat. Premier chef de parti à reconnaître l'autorité du général de Gaulle en qualité de chef de la France libre, il est membre de l'Assemblée consultative provisoire à la Libération.
En 1946, il est nommé par la France procureur au procès de Nuremberg, lorsque François de Menthon quitte Nuremberg à la suite de la démission de De Gaulle du gouvernement provisoire de la République française.
Auguste Champetier de Ribes devient président du Conseil de la République le 27 décembre 1946 au bénéficie de l'âge car, comme son concurrent communiste Georges Marrane, il obtient 129 voix. Deux jours plus tard, il est le candidat du MRP à l'élection présidentielle, qui voit la victoire du socialiste Vincent Auriol.
La maladie l'empêche d'assumer sa fonction de président de la haute assemblée, et il meurt en fonction. Des obsèques nationales lui sont faites, le 10 mars 1947, en la cathédrale Notre-Dame de Paris.

## Détail des mandats et fonctions
- Sous-secrétaire d'État aux Finances du 3 novembre 1929 au 21 février 1930 dans le gouvernement André Tardieu (1)
- Ministre des Pensions du 2 mars au 13 décembre 1930 dans le gouvernement André Tardieu (2)
- Ministre des Pensions du 27 janvier 1931 au 3 juin 1932 dans les gouvernements Pierre Laval (1), Pierre Laval (2), Pierre Laval (3) et André Tardieu (3)
- Ministre des Anciens Combattants et des Pensionnés du 12 avril 1938 au 13 septembre 1939 dans les gouvernements Édouard Daladier (3) et Édouard Daladier (4)
- Sous-secrétaire d'État aux Affaires Étrangères du 13 septembre 1939 au 10 mai 1940 dans le gouvernement Édouard Daladier (5) et le gouvernement Paul Reynaud

## Distinctions
- Officier de la Légion d'honneur à titre civil (décret du 5 août 1946) ; chevalier à titre militaire du 5 novembre 1916[10]

- Croix de guerre 1914-1918, palme de bronze : « … sous-lieutenant au 50e bataillon de chasseurs : a montré, dans la nuit du 17 octobre 1915, le plus grand mépris du danger, en circulant à plusieurs reprises en terrain découvert, sous un bombardement d'une extrême violence pour porter les ordres du commandant de bataillon. S'est mis spontanément à la tête de quelques chasseurs privés de chefs pour marcher, en plein jour, à l'attaque d'une tranchée qu'il savait très fortement occupée. A été blessé au moment où il y arrivait. »[11]

- Médaille de la Résistance française (décret du 25 avril 1946)[12]
- Insigne des blessés militaires (2 blessures : une en 1915, une en 1916)